# Бедмар-і-Гарсієс
Бедмар-і-Гарсієс (ісп. Bedmar y Garcíez) — муніципалітет в Іспанії, у складі автономної спільноти Андалусія, у провінції Хаен. Населення — 3132 особи (2010).
Муніципалітет розташований на відстані близько 290 км на південь від Мадрида, 34 км на схід від Хаена.
На території муніципалітету розташовані такі населені пункти: (дані про населення за 2010 рік)
- Бедмар: 2668 осіб
- Ерміта-і-Торреон-де-Куадрос: 1 особа
- Гарсієс: 463 особи

## Демографія
Динаміка населення (INE ):